# Avenue H
Avenue H, in origine conosciuta con il nome di Fiske Terrace, è una fermata della metropolitana di New York, situata sulla linea BMT Brighton. Nel 2014 è stata utilizzata da 896 279 passeggeri.
È servita dalla linea Q Broadway Express, sempre attiva.